# Josef Schütz (Pädagoge)
Josef Schütz (* 9. Oktober 1886 in Kistószeg (deutsch Mastort), Königreich Ungarn; † 29. Dezember 1960 in Timișoara, Volksrepublik Rumänien) war Lehrer und Direktor des Deutschen Römisch-Katholischen Knabenlyzeums an der Banatia in Timișoara (1926–1942).

## Leben
Nach dem Besuch des Piaristengymnasiums in Szeged (1897–1903) beendete Josef Schütz das Gymnasium als Kleriker des Piaristenordens in Ketschkemet (1903–1905), wo er im Juni 1905 das Abitur ablegte. Von 1905 bis 1910 studierte er in Budapest Germanistik, Hungaristik, Philosophie, Ästhetik, Logik, Psychologie, Pädagogik, Griechisch, Lateinisch, Englisch, Russisch und Finnisch und promovierte 1910 bei dem Finno-Ungristen Josef Szinney mit Summa cum Laude. Nachdem er von 1911 bis 1914 am Gymnasium in Fiume Deutsch und Ungarisch unterrichtete, erhielt er 1914 ein Stipendium für eine Italienreise.
Nach Ausbruch des Ersten Weltkriegs rückte Schütz ein, wurde in Galizien durch einen Granatsplitter am Kopf schwer verletzt und trat, nach einer schwierigen Operation in Wien, einen langen Genesungsurlaub an. Danach wurde er in das Wiener Kriegsarsenal abkommandiert, wo er 1918 als Oberleutnant abrüstete.
Bei der Geburt seines Sohnes Stefan Anton (1916) starb seine erste Frau, Maria Heß, die er 1913 geheiratet hatte. 1917 heiratete er deren Schwester Magdalena, die Mutter von Maria Josefa Rosl Schütz.
Von 1918 bis 1936 unterrichtete Schütz am deutschen Realgymnasium in Timișoara Ungarisch, Französisch, Deutsch, Italienisch, Logik, Philosophie, Psychologie. Zwischen 1936 und 1941 war er Deutschlehrer am C.D.Loga-Lyzeum und von 1941 bis 1944 Lehrer am Nikolaus-Lenau-Lyzeum.
Im Oktober 1926 von Bischofsadministrator Augustin Pacha zum Direktor der Banatia ernannt, wurde er am 27. Juni 1942 vom Schulamt in Kronstadt aus diesem Amt entfernt und durch Anton Valentin ersetzt.
Von 1930 bis 1940 war Schütz erster Obmann des Banater deutschen Lehrerverbands.
Nach der Machtübernahme der Kommunisten in Rumänien hielt sich Schütz zunächst mit Privatstunden über Wasser. Von 1950 bis 1956 unterrichtete er Deutsch und Geschichte an der Timișoaraer Fachschule für Bauwesen und war von 1956 bis 1958 wieder als Lehrer am Nikolaus-Lenau-Lyzeum tätig.
Im Sommer 1960 erlitt Schütz einen schweren Herzanfall, von dem er sich nicht mehr erholte. Er verstarb in der Nacht vom 28. zum 29. Dezember in Timișoara und wurde auf dem  Friedhof von Iosefin beigesetzt. Die Gedenkrede hielt Ordinarius Konrad Kernweisz.

## Familie
Seine Brüder, Anton Schütz (1880–1953) Piarist, Theologe und Universitätsprofessor und Johann Schütz (1885–195), Mediziner und Chefarzt im Budapester Franz-Josef-Krankenhaus, wurden ebenfalls in Mastort geboren.

## Schriften
- mit Hans Weresch: Deutsches Lesebuch für Mittelschulen in Rumänien, 4 Bände, I.–IV. Klasse, Schwäbische Verlags AG, Timișoara 1930–1936, nachgedruckt bis 1944
- mit Hans Weresch: Deutsche Grammatik für Mittelschulen in Rumänien, Schwäbische Verlags AG, Timișoara 1931